# Maximino Daia
Valério Galério Maximino (c. 20 de novembro de 270 – julho ou agosto de 313), frequentemente chamado de Maximino Daia, foi um imperador romano de 308 até 313. Ele nasceu de uma linhagem camponesa de uma meia-irmã do imperador Galério perto das terras da família em Félix Romuliana, uma região rural agora na região danubiana da Mésia.

## Vida
Ele se distinguiu após ter se alistado no exército e, em 305, ele foi adotado pelo seu tio materno, o imperador Galério, e foi alçado à posição de César, governante da Síria e do Egito. Em 308, após a elevação de Licínio ao título de Augusto, Maximino e Constantino foram declarados "Filhos dos Augustos" (filii Augustorum), ainda que Maximino] provavelmente tenha começado a se intitular como Augusto após a campanha contra os sassânidas em 310. Com a morte de Galério em 311, Maximino dividiu o império do oriente entre ele e Licínio. Quando este e Constantino começaram a se aproximar, Maximino forjou uma aliança secreta com o César usurpador Magêncio, que controlava a Itália. Em 313, ele rompeu totalmente com Licínio e convocou um exército de 70 000 homens, com o qual sofreu uma grande derrota na batalha de Tzíralo - nas redondezas de Heracleia Pôntica em 30 de abril - e fugiu, primeiro para Nicomédia e em seguida para Tarso, onde ele morreu em julho ou agosto. Sua morte tem sido atribuída a uma variedade de motivos, "ao desespero, veneno e à justiça divina".

## Perseguição aos cristãos
Maximino tem uma péssima reputação entre os cristãos, pois ele renovou as perseguições após a publicação do édito de tolerância de Galério (veja Édito de Tolerância de Galério). Eusébio de Cesareia, por exemplo, escreveu que Maximino foi tomado por uma "paixão insana" por uma garota cristã em Alexandria, que era uma nobre de notável riqueza, educação e castidade - Santa Catarina de Alexandria. Quando a garota recusou seus avanços, ele tentou matá-la de uma forma cruel e lenta em rodas com pontas de ferro (martírio de Santa Catarina de Alexandria), porém como não conseguiu, ele a decapitou e tomou toda a sua fortuna.